# GasGas

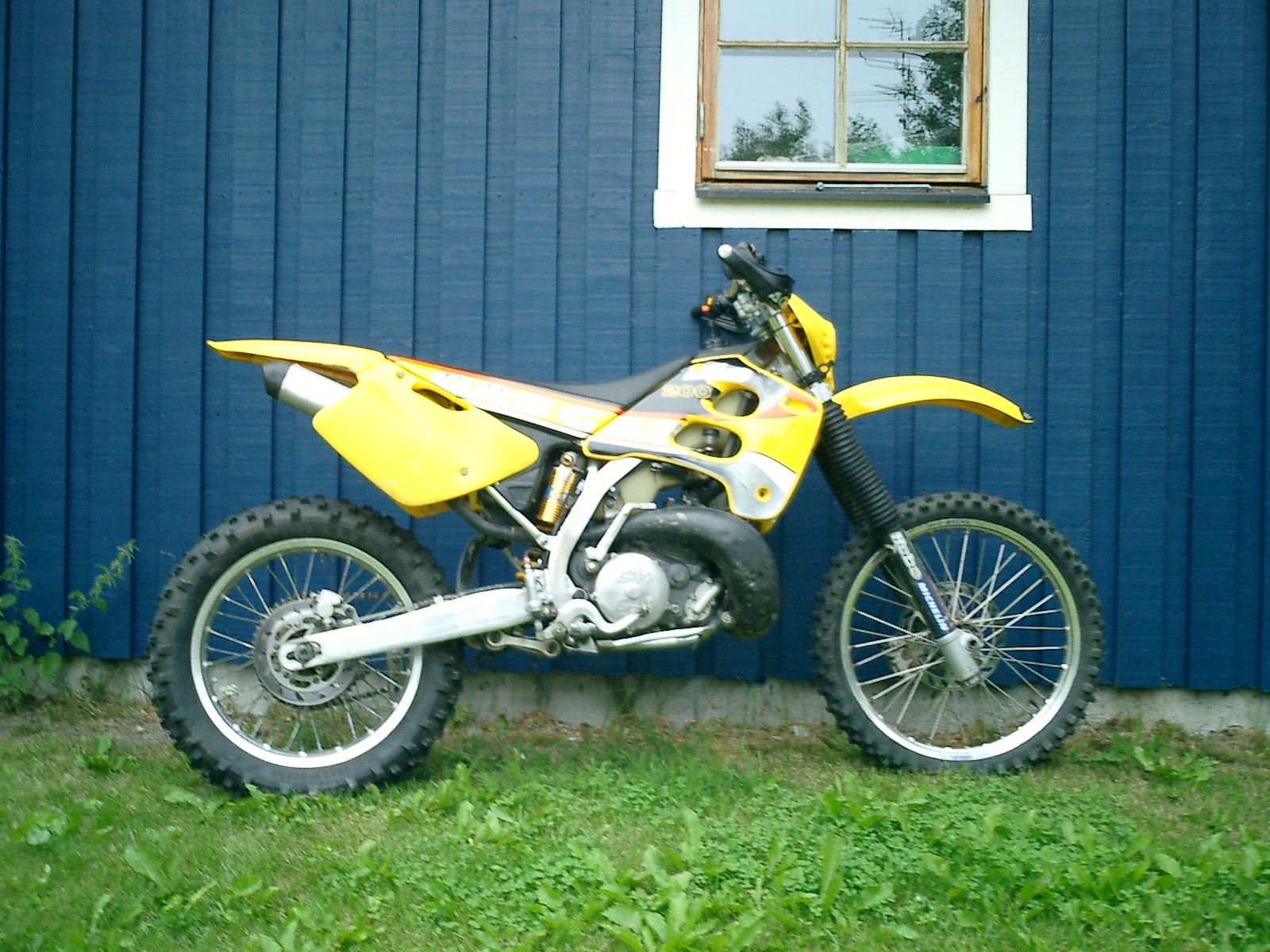
GasGas EC200 enduromotorcykel

GasGas är en spansk tillverkare av motorcyklar, mopeder och fyrhjulingar i Girona, norra Katalonien. Produktionen inleddes 1990 med att bygga trial-motorcyklar i en f d Bultaco-fabrik. Specialiteten är fortfarande tävlingsmotorcyklar för enduro, motocross, Supermotard och framför allt trial.
GasGas har haft störst framgång i trial med den spanske superstjärnan Adam Raga i sadeln. Raga och GasGas är flerfaldiga världsmästare både i inomhus- och utomhusklasserna.

## Modeller
Alla GasGas motorcykelmodeller har encylindriga tvåtaktsmotorer med mellan 50 och 300 cm3 cylindervolym eller tillika encylindriga fyrtaktsmotorer med 450 cm3 cylindervolym.

### Trial
- TXT Pro 125/250/280/300 - tävlingsmaskiner för trial, alla med encylindriga tvåtaktsmotorer trimmade för kraft genom hela registret med 125, 250, 280 resp 300 cm3.
- TXT Rookie 80 - tävlingsmaskin för ungdomar
- TXT Boy 50 - trialmaskin för barn, 2-växlad

### Motocross
- MC125/MC250 - motocross-maskiner med encylindriga tvåtaktsmotorer på 125 resp 250 cm3
- MC65 - liten barncross med 14/12" hjul och 65 cm3 tvåtaktsmotor
- MC50 Boy (ej längre i produktion 2007)

### Enduro
- EC 450 FSR - enduromaskin med 450 cm3 egenutvecklad encylindrig fyrtaktsmotor, tidigare även med 400 cm3
- EC 250 F - enduromaskin med 250 cm3 Yamaha tillverkad encylindrig fyrtaktsmotor, introducerades till 2010 års modell. 3
- EC 125/200/250/300 - enduromaskiner med encylindriga tvåtaktsmotorer på 125, 200. 250 resp 300 cm3
- EC 50 (ej längre i produktion 2007)

### Supermotard
- SM 450 FSR - med samma 450 cm3s fyrtaktsmotor som i FSE 450
- SM 250 - motardvariant av EC250 med tvåtaktsmotor (ej längre i produktion 2007)
- SM 125 - motardvariant av EC125 med tvåtaktsmotor

### Off-road
- Pampera 450 - allround-motorcykel med endurostuk och fyrtaktsmotor på 450 cm3
- Pampera 125 - allround-motorcykel med endurostuk och tvåtaktsmotor på 125 cm3

### Quad
- Wild HP 450 - sportquad med samma motor som FSE450
- Quad 250 4T/RV - bruksquad med 250 cm3

### Moped
- EC50SM Rookie - Mopedmodell med Morini 50cc, Supermotard-fälgar.
- EC50RR - Mopedmodell med Morini 50cc, Cross fälgar. Blå och röd.